# جاكي كالورا
جاكي كالورا (14 سبتمبر 1917 – 4 نوفمبر 1993) هو ملاكم كندي راحل، مثّل بلاده في الألعاب الأولمبية الصيفية 1932.

## روابط خارجية
جاكي كالورا على موقع بوكس ريك (الإنجليزية) (registration required)
- جاكي كالورا على موقع أوليمبيديا (الإنجليزية)
- جاكي كالورا على موقع قاعة كندا للمشاهير الرياضية (الإنجليزية)